# Yvie Oddly
 (juillet 2022).
Le contenu est difficilement compréhensible vu les erreurs de traduction, qui sont peut-être dues à l'utilisation d'un logiciel de traduction automatique.
Jovan Bridges, plus connu sous le nom de scène Yvie Oddly, est un  artiste, styliste et une drag queen américaine qui connaît le succès en 2019 après avoir participé à la onzième saison de l'émission RuPaul's Drag Race, dont elle ressort vainqueur.

## Biographie

### Jeunesse
Jovan Bridges naît le 22 août 1993 à Denver, dans le Colorado. Enfant, il joue avec le maquillage de sa mère et s'habille avec les vêtements de sa sœur. Pendant ses années d'études, il commence la gymnastique puis étudie la comédie musicale quand il prend conscience que ce sport l'épuise trop physiquement. Au collège, après que l'un de ses camarades de classe se soit déguisé en prostituée pour Halloween, il décide de faire de même l'année suivante en empruntant une robe à sa mère et adore les réactions que sa tenue génèrent. Il étudie à l'université à Auraria Campus (en).

### Débuts
Yvie Oddly naît quand Jovan Bridges voit Sharon Needles participer à RuPaul's Drag Race. D'après lui : « Elle était effrayante. Son maquillage était horrible. Elle se souciait plus de l'aspect artistique et intellectuel plutôt que d'être juste un beau personnificateur féminin. » Avant cela, il ne voyait pas ce que le transformisme pouvait lui apporter, se considérant juste comme un « mec maigre, noir et gay ». Il se lance dans cet art en 2012, pendant qu'il est à l'université, quand Venus D-Lite (une ancienne candidate de la RuPaul's Drag Race) organise un stand au campus de son université pour la Saint-Valentin.
« J'ai essayé de mettre du maquillage de drag queen, ou plutôt de fantôme, j'ai enfilé une perruque rouge horrible et j'ai fait des backflips sur Scheiße de Lady Gaga. »
Le nom de scène Yvie Oddly est un jeu de mots sur l'anglais even odder (« encore plus étrange »), car elle veut montrer qu'elle « est encore plus étrange que n'importe qui ». Elle se construit rapidement une réputation grâce à ses tenues outrageuses et non conventionnelles sur scène.
En 2014, elle apparaît dans le clip de la chanson Dressed to Kill de Sharon Needles. L'année qui suit, elle gagne le concours de beauté Ultimate Queen of Denver,. Durant l'été de la même année, elle devient membre de Drag Nation et fait la première partie de la pop star Mýa pour le PrideFest.
En 2017, elle apparaît dans le clip de la chanson Negative Nancy d'Adore Delano.
Dans une interview datant de la même année, Yvie affirme qu'elle utilise le transformisme pour faire face aux stéréotypes de genre. En 2018, dans une interview du Denver Post, elle ajoute que son esthétique a pour but de choquer et surprendre le public avec quelque chose qu'ils n'ont encore jamais vu, avec des tenues dramatiques, parfois avec des matériaux non conventionnels. Elle s'affirme comme étant une drag queen qui mélange l'art, la mode, la performance et les concepts. Elle tire ses inspirations du couturier français Thierry Mugler et de la drag queen Christeene Vale.

### RuPaul’s Drag Race
Le 24 janvier 2019, Yvie Oddly est annoncée comme l'une des quinze candidates concourant dans la onzième saison de RuPaul's Drag Race. Elle est la seconde candidate de l'histoire de l'émission à venir de Denver, la première étant Nina Flowers, candidate de la première saison de RuPaul's Drag Race et de RuPaul's Drag Race: All Stars. Pendant la compétition, Yvie se démarque grâce à ses tenues conceptuelles et excentriques, ses talents de danse et sa personnalité explosive, et devient rapidement une des favorites des fans et des juges[réf. nécessaire].
Elle gagne le deuxième défi de la saison avec Scarlet Envy,. Lors du huitième épisode, elle dispute un lip-sync contre la candidate Brooke Lynn Hytes sur la chanson Sorry Not Sorry de Demi Lovato, qui résulte en une non-élimination,. Durant toute la saison, elle reste en rivalité contre la candidate Silky Nutmeg Ganache,. Lors du quatrième épisode, alors que les candidates doivent apprendre une chorégraphie complexe pour une comédie musicale satyrique sur Donald Trump, Yvie révèle être atteinte du syndrome d'Ehlers-Danlos de type hypermobile, ce qui signifie qu'elle ne produit pas assez de collagène et que, par conséquent, ses articulations sont plus fragiles,.
Dans le dernier épisode de la compétition, les cinq candidates toujours en lice ont pour défi d'écrire un couplet pour la nouvelle chanson de RuPaul Queens Everywhere, puis de danser dessus dans un plan-séquence. Le magazine Out déclare que la performance d'Yvie est la meilleure d'entre toutes, aussi bien concernant les paroles que la performance. Ils ajoutent : « Avec ses idées risquées, courageuses et bizarres, elle s'est parfois attiré des critiques des juges et des ennemies dans la compétition — mais néanmoins elle prend des risques. » Après la diffusion de l'émission, Todrick Hall, un des juges invités, s'est excusé d'avoir décrit la performance d'Yvie comme spasmodique, un terme offensant au Royaume-Uni. Yvie est également couverte d'éloges par les juges durant ce dernier épisode, et elle est la première candidate à avancer jusqu'en finale. Des quatre candidates finales, elle est celle qui a le moins de victoires mais également celle qui a été le moins dans les moins bonnes par épisode.[réf. nécessaire]
En mai 2019, elle est invitée par Honey Davenport, une autre candidate de la onzième saison, pour sa chanson Stan for U, qui a pour thème la fierté homosexuelle, ainsi que le clip qui s'ensuit. Le même mois, Yvie sort son propre single, Weirdo, en collaboration avec Cazwell.
Pour la finale de la onzième saison, à l'Orpheum Theatre de Los Angeles, lors du tournoi de lip-syncs, Yvie se bat d'abord contre A'Keria C. Davenport sur la chanson SOS de Rihanna, et gagne. Elle porte alors une robe décorée d'animaux en peluche faits de fausse fourrure fluorescente. Elle se bat ensuite contre Brooke Lynn Hytes sur la chanson The Edge of Glory de Lady Gaga. Pour cette dernière bataille, Yvie Oddly porte une coiffe, constituée de miroirs qui donnaient l'impression d'avoir trois visages, ainsi qu'un masque reproduisant la forme de son visage à l'arrière de sa tête. Ses parents, qui ne s'étaient pas parlé depuis des années, étaient assis l'un à côté de l'autre dans le public pour la soutenir. Le 30 mai 2019, Yvie est couronnée America's Next Drag Superstar et gagne la onzième saison de RuPaul's Drag Race,. Elle encourage le public à « suivre leurs bizarreries ».
Yvie Oddly performe lors de l'évènement Drag Race Superstars le 15 août 2019 au parc des Faubourgs à Montréal.

### RuPaul’s Drag Race Season 11 Tour
Yvie Oddly est une des membres du RuPaul's Drag Race Season 11 Tour, qui débute en mai 2019. La tournée inclut les quinze candidates de la saison, et passe dans dix-sept villes en Amérique du Nord. La tournée commence à Los Angeles, après la RuPaul's DragCon L.A., et se termine à New York pour coïncider avec le début de la RuPaul's DragCon NYC.

### RuPaul's Drag Race All Stars
Le 13 avril 2022, Yvie Oddly est annoncée comme faisant partie des candidates de la 7e saison de RuPaul's Drag Race All Stars, qui réunit huit anciennes gagnantes de la franchise RuPaul's Drag Race. Elle reçoit de bonnes critiques lors de cinq épisodes, notamment sur les challenges de comédie/improvisation et sur les challenges de danse. Elle ne remporte qu'un seul challenge, lors de l'épisode six. Elle affronte alors The Vivienne dans un lip-sync, qu'elle perd.
Yvie Oddly termine lors de l'avant-dernier épisode avec deux étoiles (une remportée de droit par sa victoire lors de l'épisode six, une supplémentaire offerte par Raja lors de l'épisode cinq), ce qui la place, ex-æquo avec Raja et The Vivienne, parmi les candidates avec le moins d'étoiles de la saison. Avec Jaida Essence Hall, toutes les quatre concourent lors de l'épisode final pour le titre de « Queen of She Done Already Done Had Herses ». Elle bat The Vivienne lors du premier lip-sync du tournoi, mais s'incline face à Raja qui est obtient le titre. Yvie Oddly termine ainsi 6e de la compétition.

### Vie privée
Yvie Oddly est atteinte du syndrome d'Ehlers-Danlos type hypermobile,. Grâce à sa célébrité, elle a créé une communauté de personnes vivant avec ce syndrome, ainsi que d'autres maladies invisibles, qui se surnomment les « zèbres », car ils ont des maladies plus exotiques que les docteurs ne pourraient s'y attendre.

## Filmographie

### Télévision
- 2019 : RuPaul's Drag Race : Elle-même
- 2019 : RuPaul's Drag Race: Untucked : Elle-même
- 2022 : RuPaul's Drag Race All Stars : Elle-même

### Clips musicaux
- 2014 : Dressed to Kill de Sharon Needles : Bag-Head
- 2017 : Negative Nancy d'Adore Delano : Joueur de baseball
- 2019 : Weirdo d'Yvie Oddly et Cazwell : Elle-même
- 2019 : Stan for U (feat. Yvie Oddly) : Honey Davenport

## Discographie

### Singles
- 2019 : Weirdo[39]
- 2019 : Dolla $tore[40]